# 1921 en dadaïsme et surréalisme
Pour l'année, voir 1921.
 Chronologie de dada et du surréalisme 
- 1917
- 1918
- 1919
- 1920
- 1921
- 1922
- 1923
- 1924
- 1925

Cet article présente les faits marquants de l'année 1921 en dadaïsme et surréalisme.

## Éphémérides

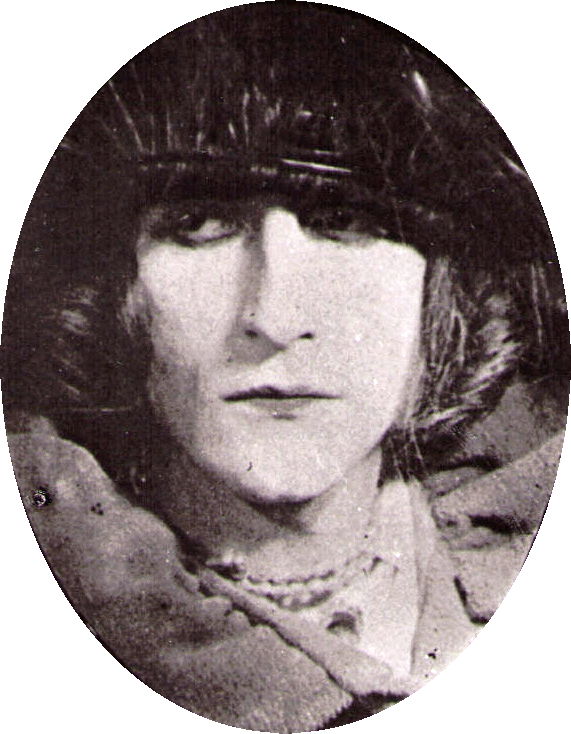
Rrose Sélavy (Marcel Duchamp), photographié par Man Ray

### Janvier
- 12 janvier
André Breton, Dada soulève tout, tract contre la conférence sur le tactilisme prévue d'être donnée par le créateur du futurisme italien Filippo Tommaso Marinetti le 15 janvier suivant[1]. Le tract est reproduit à New York dans le numéro 4 de la revue américaine d'avant-garde The Little Review.

- 14 janvier
Les dadaïstes Louis Aragon, Breton, Benjamin Péret, Georges Ribemont-Dessaignes, Jacques Rigaut et Tristan Tzara perturbent la conférence de Marinetti au théâtre de l'Œuvre. L'incident est relaté par la presse, le lendemain : « ce fut, dans la salle, un chahut monstre, et des mots pornographiques furent hurlés par nos plus distinguées femmes de lettres. »[2] Dans une lettre à Jacques Doucet, Breton juge la théorie très rudimentaire et reproche à Marinetti de « se satisfaire de l'hyperbole la plus vulgaire. »[3]

- 20 janvier
Johannes Baader organise un bal Dada au zoo de Berlin. À diverses personnalités politiques municipales et nationales et leur épouses, dont le président de la République, il envoie une invitation : « [Vous disposerez] du libre accès si, après le bal, [vous accordez] aux Oberdada le libre accès aussi à eux-mêmes »[4].

### Février
- 15 février
Paul Eluard, Les Nécessités de la vie et les conséquences des rêves édité Au Sans Pareil[5].

- 15 février
Clément Pansaers, Bar Nicanor, avec un portrait de Crotte de Bique et de Couillandouille par eux-mêmes, aux éditions AIO, à Bruxelles, Londres, New York, Madrid et Yokohama : une cinquantaine de pages manuscrites imprimées en caractères sépia sur papier orange[6].

- 17 février
Louis Aragon, Anicet ou le panorama, roman[7]

- André Breton assiste à une représentation du drame Les Détraquées au théâtre des Deux-Masques, rue Fontaine[8].

### Mars
- Littérature publie sous le titre Liquidation un tableau où sont notées de - 25 à + 20 une cinquantaine de personnalités comme :
Charles Baudelaire (Aragon : 17, Breton : 18, Éluard : 12, Tzara : - 25), 
Lénine (A. : 13, B. : 12, E. : - 25, T. : - 2), 
Picasso (A. : 19, B. : 15, E. : - 2, T. : - 3) 
Rimbaud (A., B. et E. : 18, T. : - 1)[9].

- Georges Ribemont-Dessaignes, L'Empereur de Chine et Le Serin muet, textes dramatiques édités Au Sans Pareil[10].

### Avril
- 4 avril
Jean-Joseph Crotti et Suzanne Duchamp exposent une série d'œuvres sous le titre Tabu Dada[11].

- 14 avril
À l'initiative d'André Breton, visite de l'église St-Julien-le-Pauvre dans le cadre d'une série d'excursions et visites à travers Paris de lieux volontairement dérisoires auxquelles est convié le public[12] : « Les dadaïstes de passage à Paris voulant remédier à l'incompétence de guides et de cicerones suspects, ont décidé d'entreprendre une série de visites à des endroits choisis, en particulier à ceux qui ont vraiment pas de raison d'exister, - C'est à tort qu'on insiste sur le pittoresque (Lycée Janson de Sailly), l'intérêt historique (Mont Blanc) et la valeur sentimentale (La Morgue). - La partie n'est pas perdue mais il faut agir vite. - Prendre part à cette première visite c'est se rendre compte du progrès humain, des destructions possibles et de la nécessité de poursuivre notre action que vous tiendrez à encourager par tous les moyens. »[13] À cette occasion, Théodore Fraenkel réalise un dessin dans lequel il représente Breton en pape[14]. Roger Vitrac et Jacques Baron y rencontrent Louis Aragon[15].

- 21 avril
Procès de la Reichswehr contre Dada, à la suite de première foire internationale Dada à Berlin. George Grosz, John Heartfield, Rudolf Schlichter et le galeriste Otto Burchard sont inculpés d'« outrage aux forces armées du Reich ». L'avocat général réclame six mois d'emprisonnement contre Grosz et Wieland Herzfelde, éditeur de son porte-folio Dieu avec nous[16]. Le tribunal condamne Grosz et Herzfelde à verser une amende[17].

- 25 avril
Lettre de Christian Schad à Francis Picabia dans laquelle il conteste à Tristan Tzara la paternité de Dada, le mouvement comme le mot et prétend qu'en Allemagne on se réclame non pas de Tzara (« usurpateur et trompeur ») mais de Walter Serner[18].

- Publication du premier numéro[19] de New York Dada composé par Marcel Duchamp et Man Ray. Il contient, selon les mots de ce dernier, « une caricature d'autorisation officielle » envoyée par Tzara, après que Gabriële Buffet-Picabia a sollicité de Tzara « l'autorisation d'ouvrir une branche Dada à New York. »[20].

### Mai
- 2 mai
Vernissage de l'exposition Max Ernst à la librairie Au Sans Pareil[21]. Y sont exposés : 42 peintopeintures dont Dada Degas[22], 8 dessins, 4 Fatagaga dont trois créés en commun avec Jean Arp et un avec Johannes Theodor Baargeld et une sculpture. Le catalogue de six pages reproduit le dessin intitulé Relief tricoté. La préface est d'André Breton : « Parce que, résolu à en finir avec un mysticisme-escroquerie à la nature morte, [Max Ernst] projette sous nos yeux le film le plus captivant du monde et qu'il ne perd pas la grâce de sourire tout en éclairant au plus profond, d'un jour sans égal, notre vie intérieure, nous n'hésitons pas à voir en [lui] l'homme de ces possibilités infinies. »[23] Ernst ne peut assister au vernissage : de nationalité allemande, son visa d'entrée en France lui est refusé[réf. nécessaire]

- 9 mai

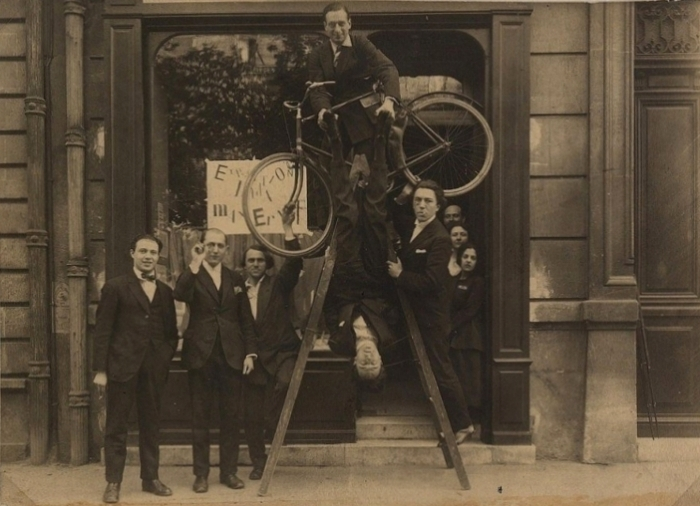
Le 2 mai, devant la galerie Au Sans Pareil. De gauche à droite : René Hilsum, Benjamin Péret, Serge Charchoune, Philippe Soupault avec une bicyclette, Jacques Rigaut la tête renversée, André Breton, Simone Kahn. L'auteur de cette photo est inconnu.

À Rome, soirée Dada organisée par Julius Evola[24].

- 11 mai
Réagissant aux préparatifs du Procès Barrès initié par Louis Aragon et Breton, Francis Picabia annonce sa rupture dans un article publié dans Comœdia[12] : « Maintenant Dada a un tribunal, des avocats, bientôt probablement des gendarmes et un préposé à la guillotine ! »[25]

- 13 mai
Breton préside le Procès Barrès : « Mise en accusation et jugement de Maurice Barrès pour crime contre la sûreté de l'esprit »[26], organisé contre l'avis de Tristan Tzara[27]. L'acte d'accusation proclame « qu'il est temps pour Dada de mettre au service de son esprit négateur un pouvoir exécutif et décidé avant tout à l'exercer contre ceux qui risquent d'empêcher sa dictature, prend dès aujourd'hui des mesures pour abattre leur résistance. »[28] Benjamin Péret y incarne le Soldat inconnu revêtu d'un uniforme allemand, marchant au pas de l'oie, le visage dissimulé par un masque à gaz[29]. Philippe Soupault et Aragon se chargent de la défense de l'écrivain[30].

- 24 mai
Erik Satie Le Piège de Méduse, première représentation au Théâtre Michel à Paris[31].

### Juin
- 5 juin
Dans une lettre adressée à Jacques Doucet, depuis Lorient, André Breton évoque le projet d'écrire un article d'adieux à Dada[32].

- 6 juin
Tristan Tzara organise un salon Dada à la Galerie Montaigne[33] : des cravates suspendues à une ficelle, des pipes, un violoncelle ceint d'une écharpe blanche, des tableaux peints par des poètes et des poèmes écrits par des peintres. Œuvres exposées :
  - Serge Charchoune, Foule immobile : poème illustré de douze dessins[34],
  - Théodore Fraenkel, Procédé à fil, sculpture composée d'une pelote de ficelle surmontée d'une éponge[32],
  - Tzara : trois tableaux Mon, Cher, Ami.
- Participation de Louis Aragon, Benjamin Péret, Philippe Soupault, Jacques Rigaut mais refus de Breton[35]
- Invité à exposer, Marcel Duchamp télégraphie, de New York, à Jean-Joseph Crotti : « Podebal »[36].

- 10 juin
Tzara, Le Cœur à gaz, première représentation : costumes de Sonia Delaunay et interprètes, outre Tzara : Aragon, Fraenkel, Benjamin Péret, Georges Ribemont-Dessaignes, Soupault[37]

- 18 juin
Sans explication, la direction de la galerie Montaigne clôt, sans préavis, le « Salon Dada ». Soupault : « Nous étions en colère. Je fus chargé, parce que j'étais bachelier en droit, d'aller requérir un huissier pour constater la rupture du contrat [...] mais nous avons pensé que Dada ne pouvait invoquer les lois, [on] se serait moqué de nous[38]. »

### Juillet
- 10 juillet
Parution de Pilhaou-Thibaou, supplément de la revue 391, intégralement écrit par Francis Picabia, sous le pseudonyme de Funny Guy. Très critique envers les « jeunes dadaïstes qui ont trahi l'esprit Dada lors du Procès Barrès en s'instituant juges. »[39] La revue publie un texte de Clément Pansaers qui annonce sa rupture avec André Breton (conséquence de l'affaire dite du portefeuille garni d'argent et trouvé dans un café et qui a divisé les Dadas parisiens sur la conduite à tenir : le rendre à son propriétaire ou le garder)[36].

- 14 juillet
Man Ray débarque au Havre. Il est accueilli à Paris par Marcel Duchamp, revenu de New York en juin, qui le présente aux surréalistes[40]. Il s'installe rue Condamine (Paris 17e) chez Suzanne Duchamp et Jean-Joseph Crotti[41].

- Parution à Potsdam du premier numéro de la revue Freiland Dada dirigée par Johannes Baader[36].

### Août
- 12 août
André Breton voit au cinéma le dernier épisode de L'Étreinte de la pieuvre, série de quinze épisodes réalisés par Duke Worne[42].

- Parution du numéro 20 de Littérature consacré au Procès Barrès. Breton en conflit avec Philippe Soupault lui laisse, seul, la direction de la revue[43].

- Clément Pansaers, L'Apologie de la paresse : « O ! le luxe imprévu de la fainéantise ! La grève générale sur une grève ensoleillée ! »[44].

- À Mantoue (Italie) parution du premier numéro de la revue Bleu créé par Julius Evola (éditeur) et Gino Cantarelli (directeur)[45].

### Septembre
- 15 septembre
André Breton et Simone Khan se marient[46].

- 20 septembre
À l'invitation de Tristan Tzara, Breton est à Imst dans le Tyrol où il rencontre Max Ernst[47].
Tzara, Ernst et Jean Arp écrivent Dada au grand air[43].

### Octobre
- 10 octobre
André Breton rend visite à Sigmund Freud à Vienne[48].

- Paul Eluard et Gala rendent visitent à Max Ernst à Cologne. Début d'un ménage à trois affiché[réf. nécessaire]

- Antonin Artaud rencontre Max Jacob qui lui suggère d'aller voir Charles Dullin, directeur du Théâtre de l'Atelier. Peu après il écrit à Max Jacob : « On a l'impression en écoutant l'enseignement de Dullin qu'on retrouve de vieux secrets et toute une mystique oubliée de la mise en scène. »[49]

- Dans la revue De Stijl, parution du manifeste Pour un art élémentaire signé par Hans Arp, Raoul Hausmann, László Moholy-Nagy et Ivan Pougny. Ce manifeste énonce un axe théorique commun aux artistes Dadas et constructivistes : « Artistes, proclamez-vous solidaires de l'art. Détournez-vous des styles. Nous réclamons l'abolition des styles pour atteindre au style ! »[50]

### Novembre
- 1er novembre
Ouverture au Grand Palais à Paris du Salon d'Automne à l'occasion duquel Francis Picabia distribue un tract-manifeste qui dit que : « FRANCIS PICABIA est un imbécile, un idiot, un pickpocket !!! MAIS il a sauvé ARP de la constipation ! »[47]

- Parution du premier numéro de la revue Aventure créée par Roger Vitrac (éditeur) et René Crevel (gérant) avec la participation de Marcel Arland, Georges Limbour et Max Morise[51].

### Décembre
- 3 décembre
Dans une lettre à Jacques Doucet, André Breton lui déconseille l'achat d'un « petit » tableau de Pablo Picasso : « Vous savez que je déplore légèrement […] que vous n'ayiez pas fait l'acquisition d'une des œuvres maîtresses de Picasso (je veux dire d'une chose dont l'importance historique soit absolument indéniable), comme ces Demoiselles d'Avignon qui marquent l'origine du cubisme et qu'il serait si fâcheux de voir partir à l'étranger. »[52]

- 3 décembre
Première exposition parisienne de Man Ray à la librairie Six achetée par Philippe Soupault. Présentation des objets impossibles créés à New York[53].

- 16 décembre
Les dadaïstes parisiens font publier dans Paris-Midi puis dans Le Siècle et Action une lettre collective dans laquelle ils démentent la mort de Dada : « Dites à vos lecteurs que les dadaïstes sont tous morts, mais qu'ils fassent attention à tous ces jeunes gens un peu niais. Dada est éphémère, mais il est immortel. »[54].

- Serge Charchoune organise une « soirée Dadaïste russe », sans succès[55].

- Céline Arnauld, Point de mire, poème, éditeur J. Povolozky[56].

### Cette année-là

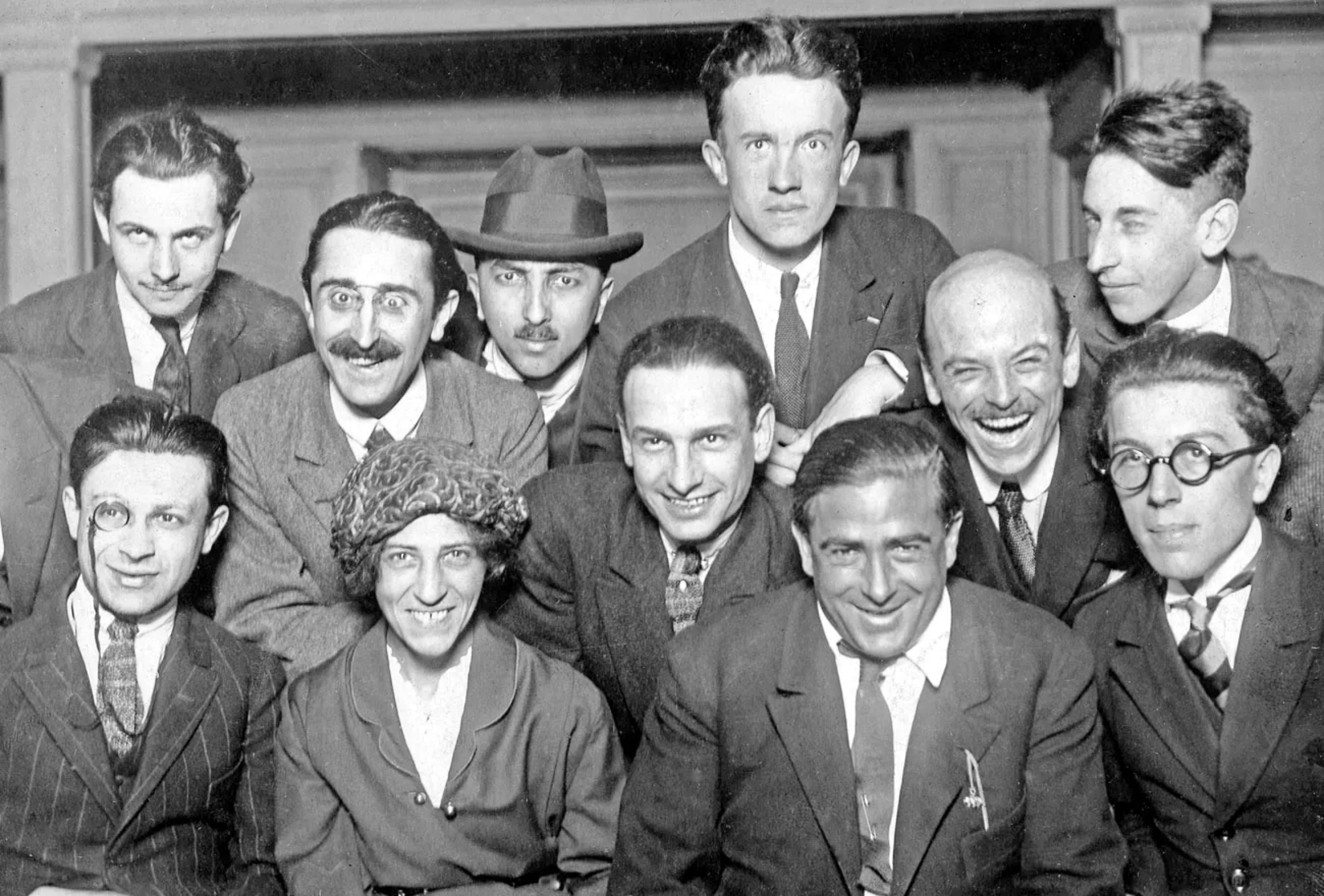
Quelques Dadaïstes parisiens. De gauche à droite, arrière-plan : Louis Aragon, Théodore Fraenkel, Paul Éluard, Emmanuel Fay. Second plan : Paul Dermée, Philippe Soupault, Georges Ribemont-Dessaignes. Premier plan : Tristan Tzara, Céline Arnauld, Francis Picabia, André Breton - Auteur anonyme

- Raoul Hausmann, Hannah Höch et Kurt Schwitters organisent des soirées Merz et anti-Dada à Prague[57].

- Serge Charchoune fonde le groupe Palata poetov[58].

### Œuvres
- Louis Aragon
  - Anicet ou le panorama, roman : « Une fois qu'on apercevait en lui un autre homme que ce passant incolore, on était pendant un certain temps arrêté par sa mimique : une moue, le clignement prolongé des paupières ; dans l'attention, le rapprochement des poings serrés ; un certain sourire errant dans lequel les dents inférieures mordaient les autres ; un rire assez convulsif bien plus aigu que sa voix, d'ordinaire grave avec de brusques cassures ; une intonation pour le mot crétin, une autre pour l'expression cher ami ; une façon de se frotter les mains, et diverses emphases imprévues. On pouvait encore commettre l'erreur de prendre Baptiste pour le héros amoureux d'une grande dame que Ponson du Terrail appelle immanquablement Raoul. Pour peu que l'on vécût avec lui, cette illusion tombait de soi-même quand on savait le respect dans lequel il tenait l'amour et la place que cette passion occupait dans sa vie. »[59]
- Céline Arnauld
  - Point de mire, poème, éditeur J. Povolozky[60]
- Jean Arp
  - Trousse du naufragé, objet : assemblage de six morceaux montés sur une planche de bois[61]
  - Trousse d'un Da, objet : bois flotté cloué sur bois et réhauts de peinture[62]
- Johannes Baader
  - Der Ober Dada Baader, collage[63]
- Erwin Blumenfeld (ou Bloomfield)
  - Charlie Chaplin, collage sur papier[64]
  - Marquis de Sade, collage sur papier[65]
  - President-Dada-Chaplinist, collage : carte postale envoyée à Tristan Tzara[66]
- Serge Charchoune
  - Foule immobile, poème avec douze dessins de l'auteur[67]
- Jean-Joseph Crotti
  - Mystère acatène, huile sur toile[68]
- Jean-Joseph Crotti & Suzanne Duchamp
  - Tabu Dada[69]
- Marcel Duchamp
  - Belle haleine. Eau de voilette[70]
  - Why not sneeze Rrose Selavy ?, boîte surréaliste : métal peint, 152 morceaux de marbre blanc taillés comme des cubes de sucre contenus dans une cage à oiseaux d'où sortent un os de seiche et un thermomètre[71]
- Paul Eluard
  - Les Nécessités de la vie et les conséquences des rêves[72]

- Max Ernst

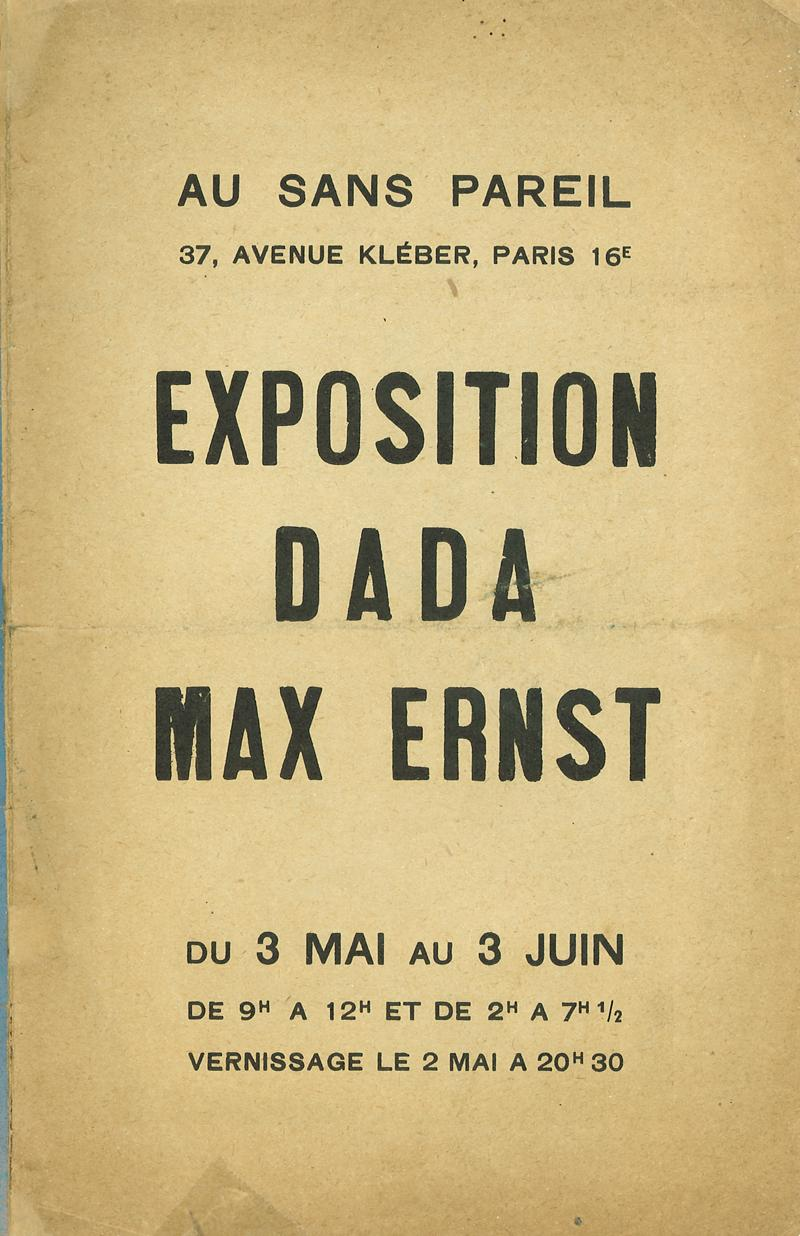
Première page du catalogue de la première exposition parisienne de Max Ernst

  - L'Éléphant de Célèbes, huile sur toile[73]
  - La Parole ou Femme-oiseau, collage et gouache[74]
  - Portrait d'Eluard, collage rehaussé d'aquarelle sur papier blanc[75]
  - La Puberté proche... (les pléiades), collage et gouache sur papier[76]
  - Relief tricoté, dessin[77]
  - Santa conversazione[78]
- Théodore Fraenkel
  - Procédé à fil, sculpture composée d'une pelote de ficelle surmontée d'une éponge
- George Grosz
  - Débauche, night club à Berlin, aquarelle, plume et encre de Chine[79]
- Raoul Hausmann
  - Hourra ! Hourra ! Hourra !, édité par Malik à Berlin : « Contradiction remarquable, les Allemands sont ignobles par idéalisme ! Dans cette mesure, ils ont encore un immense avenir. »[80]
- Richard Huelsenbeck
  - La Fin du Dr Billig, roman[81]
- Joan Miró
  - Homme et femme, objet[82]

- Clément Pansaers
  - L'Apologie de la paresse[83]

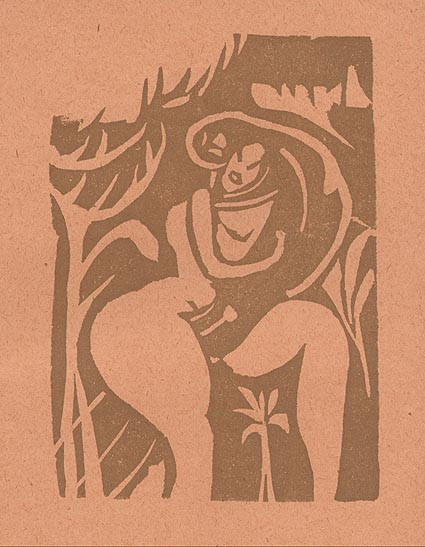
Gravure de Clément Pansaers, illustration pour Bar Nicanor...

  - Bar Nicanor, avec un portrait de Crotte de Bique et de Couillandouille par eux-mêmes[72]
- Benjamin Péret
  - Le Passager du transatlantique, avec quatre dessins de Jean Arp, édité Au Sans Pareil[84]
- Francis Picabia
  - Le Beau charcutier, huile, et collage de peignes en corne, sur toile[85]
  - L'Œil cacodylate, huile sur toile avec collage de photographies et de cartes postales : tableau recouvert de graffiti et de signature d'artistes Dadas et surréalistes[86]
- Man Ray
  - Cadeau, objet : fer à repasser dont la semelle est garnie de clous[87]
  - Marcel Duchamp tonsure, photographie noir et blanc[88]
  - Rayogrammes (ou rayographes), impression faite par des objets posés directement sur du papier photographique sensible et exposé à la lumière[89]
  - Tristan Tzara, montage photographique, épreuve aux sels d'argent[90]
- Georges Ribemont-Dessaignes
  - L'Empereur de Chine et Le Serin muet, textes dramatique[91].
- Erik Satie
  - Le Piège de Méduse, comédie lyrique en un acte avec musique de danse de l'auteur et ornée de gravures sur bois de Georges Braque, éditée par la galerie Simon à Paris[92]
- Georg Scholz
  - Von kommenden Dingen, huile sur toile[93]
- Kurt Schwitters
  - Merzbild 32A. Das Kirchbild, collage[94]
  - Merzbild 45. Das Kegelbild, assemblage[95]
  - Merzbild 46 A, assemblage d'objets « rachetés et sauvés »[96]
  - Merz 305, Lobositz, collage[97]
- Philippe Soupault
  - Cité du Retiro, assemblage composite : morceau de trottoir dans un cadre en bois[98]
  - L'Invitation au suicide[réf. nécessaire]
- Sophie Taeuber
  - Composition en taches quadrangulaires polychromes denses, huile sur toile[99]
- Tristan Tzara, Max Ernst & Jean Arp
  - Dada au grand air[réf. nécessaire]
- Theo van Doesburg
  - Classique, baroque, moderne, essai édité à Anvers et Paris[100]
  - Portrait d'I. K. Bonset, huile sur toile[101]